# Boris Godunov (Sa hoàng)
Boris Fyodorovich Godunov (/ˈɡɒdənˌɔːf, ˈɡʊd-/;
Tiếng Nga:  Бори́с Фёдорович Годуно́в, IPA: [bɐˈrʲis ɡədʊˈnof]); (khoảng 1551 – 23 tháng 4 năm 1605) (lịch O.S. 13 tháng 4 năm 1605) là vua của nước Nga Sa hoàng như nhiếp chính không chính thức từ khoảng năm 1585 tới năm 1598 và sau đó là Sa hoàng đầu tiên từ năm 1598 tới năm 1605. Sự kết thúc của triều đại của ông đã khiến Nga rơi vào thời đại Khó khăn.

## Thời gian đầu
Boris Fyodorovich Godunov là một thành viên nổi tiếng của một gia đình người Tatar (hiện nay không còn), vốn có nguồn gốc từ người Mông Cổ thuộc Hãn quốc Kim Trướng, xuất hiện ở Kostroma vào thế kỷ XIV. Ông là hậu duệ của hoàng tử Tatar là Chet, người đã đi cư từ Hãn quốc này đến Nga và thành lập Tu viện Ipatiev ở Kostroma. Boris là con trai của Feodor Ivanovich Godunov "Krivoy" ("một mắt") (chết khoảng 1568–1570) và vợ là Stepanida Ivanovna. Anh trai của ông Vasily qua đời khi còn trẻ.
Godunov tham gia vào chính quyền của Ivan IV với tư cách là chỉ huy quân cận vệ của nhà vua sau khi chiến dịch Serpeisk năm 1570 giành thắng lợi (Boris từng là tay bắn cung thiện xạ). Để dần dần lên nắm quyền lực cao hơn, Boris chủ động mai mối em gái mình là Irina Godunova (1557 - 26 tháng 10/23 tháng 11 năm 1603) với con trai của Sa hoàng là Feodor Ivanovich, 14 tuổi (1557–1598) - người thừa kế tương lai của nước Nga. Nhân dịp này, Godunov được phong thành Boyar. Tháng 11/1581, Godunov cố gắng can thiệp khi Sa hoàng giết con trai là Thái tử Ivan, nhưng bị nhà vua đánh cho tơi tả. Về sau, nhà vua ăn năn sau khi giết con trai; Boris lập tức quay sang ủng hộ người thừa kế mới là Feodor Ivanovich.
Ba năm sau, trên giường bệnh lúc lâm chung, Ivan IV bổ nhiệm một Hội đồng nhiếp chính gồm Godunov, Feodor Nikitich Romanov, Vasili Shuiski và những người khác để hướng dẫn con trai và người kế nhiệm của ông ta là Feodor I, người yếu đuối cả trong tâm trí và cơ thể. Ivan IV qua đời để một mớ hỗn độn về vấn đề thừa kế ngai vàng: Theo quy định của Giáo hội Chính thống, những người con của Sa hoàng được sinh ra trong ba cuộc hôn nhân đầu tiên đều không có quyền thừa kế ngai vàng - ngay cả hoàng tử mới 3 tuổi (Dmitri Ivanovich), kết quả của cuộc hôn nhân giữa Sa hoàng với công chúa Maria Nagaya. Sau khi biết thông tin này, Maria Nagaya dẫn con về sống ở Uglich cho đến khi con trai qua đời bất ngờ năm 1591 lúc 10 tuổi.
Sau khi hoàng tử bé Dmitri mất lúc 10 tuổi, người dân Nga vì nghi ngờ Godunov có dính dáng đến âm mưu ám sát hoàng tử nên họ nổi dậy khởi nghĩa. Cuộc khởi nghĩa nhanh chóng bị đàn áp, quả chuông báo tử của hoàng tử Dmitri thì được Godunov đem ra công khai một thời gian rồi đưa ra bỏ ở vùng Sibiria. Một hội đồng điều tra do Suiskii lập ra và kết luận, cậu bé chết vì đã tự cắt cổ họng của mình trong một cơn động kinh. Bà vợ góa của Ivan IV thì tuyên bố rằng con trai bà đã bị giết bởi các người thân cận của Boris. Tội lỗi của Godunov không được xét xử và ngay sau đó, mẹ của Dmitri bị buộc phải lấy mạng che mặt và vụ ám sát hoàng tử Dmitri bị chìm vào quên lãng.

## Nhiếp chính cho tân vương
Tại lễ đăng quang của tân vương Fyodor I vào cuối tháng 5/1581, Boris Godunov trở thành một thành viên giàu có và có vị trí quan trọng trong Hội đồng Nhiếp chính của tân vương, là người quyền lực thứ hai sau người chú của Sa hoàng là Nikita Romanovich (1522 - 1586, một boyar có thế lực ở Moscow - về sau, cháu nội của ông là Mikhail I kế thừa và lên ngôi Sa hoàng sau này). Khi Nikita qua đời vào năm 1586, Boris không có đối thủ nào nữa và ông ta nghiễm nhiên trở thành Nhiếp chính duy nhất của nước Nga.
Sau khi làm Nhiếp chính được ít lâu, một âm mưu của các boyars liên kết với Tổng giám mục Moscow Dionysius II nhằm hạn chế quyền lực của Godunov bằng cách xúi Sa hoàng ly hôn với em gái của ông ta. Âm mưu bị phát giác, những kẻ âm mưu bị trục xuất hoặc cho vào các tu viện. Sau sự việc này, Boris chính thức nắm quyền thực tế ở nước Nga và thường xuyên đặt quan hệ (qua thư từ) với các hoàng thân Nga để duy trì quyền lực của mình.
Củng cố xong quyền lực trong nước, Godunov quay sang thiết lập một chính sách với các láng giềng xung quanh. Lợi dụng Thụy Điển khủng hoảng nội bộ, năm 1595 ông đem quân ra đánh chiếm lại một số thị trấn vốn bị Thụy Điển chiếm mất ở cuối thời Ivan IV. Godunov cũng đem quân đánh bại thành công một cuộc đột kích của quân Tatar tại Moscow, và được nhận danh hiệu Konyushy, một phẩm giá thậm chí còn cao hơn cả Boyar. Ông ủng hộ Khan Crimea chống lại Đế quốc Ottoman và đã trợ cấp Khan trong cuộc chiến chống lại Đế quốc này.
Boris Godunov khuyến khích các thương nhân Anh giao dịch với Nga bằng cách miễn thuế cho họ. Ông đã xây dựng các thị trấn và pháo đài dọc theo biên giới đông bắc và đông nam của Nga để ngăn ngừa các cuộc tấn công của quân Tatar và Finnic - gồm các pháo đài có tên: Samara, Saratov, Voronezh và Tsaritsyn, cũng như các thị trấn nhỏ khác. Ông đã chiếm đóng Siberia và lập một số định cư mới, bao gồm cả Tobolsk.
Trong thời gian Fyodor I của Nga cai trị với sự nhiếp chính của Godunov, Giáo hội Chính thống Nga chính thức lập chức Giáo trưởng mới với Job là người đầu tiên (1587 - 1605), đặt nó ngang bằng với các Giáo hội phương Đông cổ đại và giải phóng nó khỏi ảnh hưởng của Thượng phụ Constantinople. Điều này làm hài lòng Sa hoàng, vì Feodor rất quan tâm đến công việc nhà thờ.
Trong đối nội, Godunov hà khắc với nông nô. Với đạo luật năm 1597, Godunov cấm các nông nô không được rời bỏ chủ này để sang chủ khác (mà họ được tự do làm mỗi năm quanh Ngày Thánh George vào tháng 11), do đó ràng buộc nông nô vào đất. Pháp lệnh này nhằm mục đích đảm bảo doanh thu, nhưng nó đã dẫn đến việc tổ chức lại hệ thống nông nô dưới hình thức áp bức nhất của Godunov với nông nô.

## Lên ngôi Sa hoàng
Fyodor I mất năm 1598 mà không có con thừa kế. Được sự ủng hộ mạnh từ Giáo trưởng Job và những người thân cận, Godunov thuyết phục Zemsky Sobor (quốc hội) cho mình lên ngôi Sa hoàng. Sau nhiều ngày họp căng thẳng, cuối cùng Quốc hội quyết định bầu Godunov làm Sa hoàng Nga. Ngày 1/9/1598, Godunov chính thức trở thành Sa hoàng Nga.

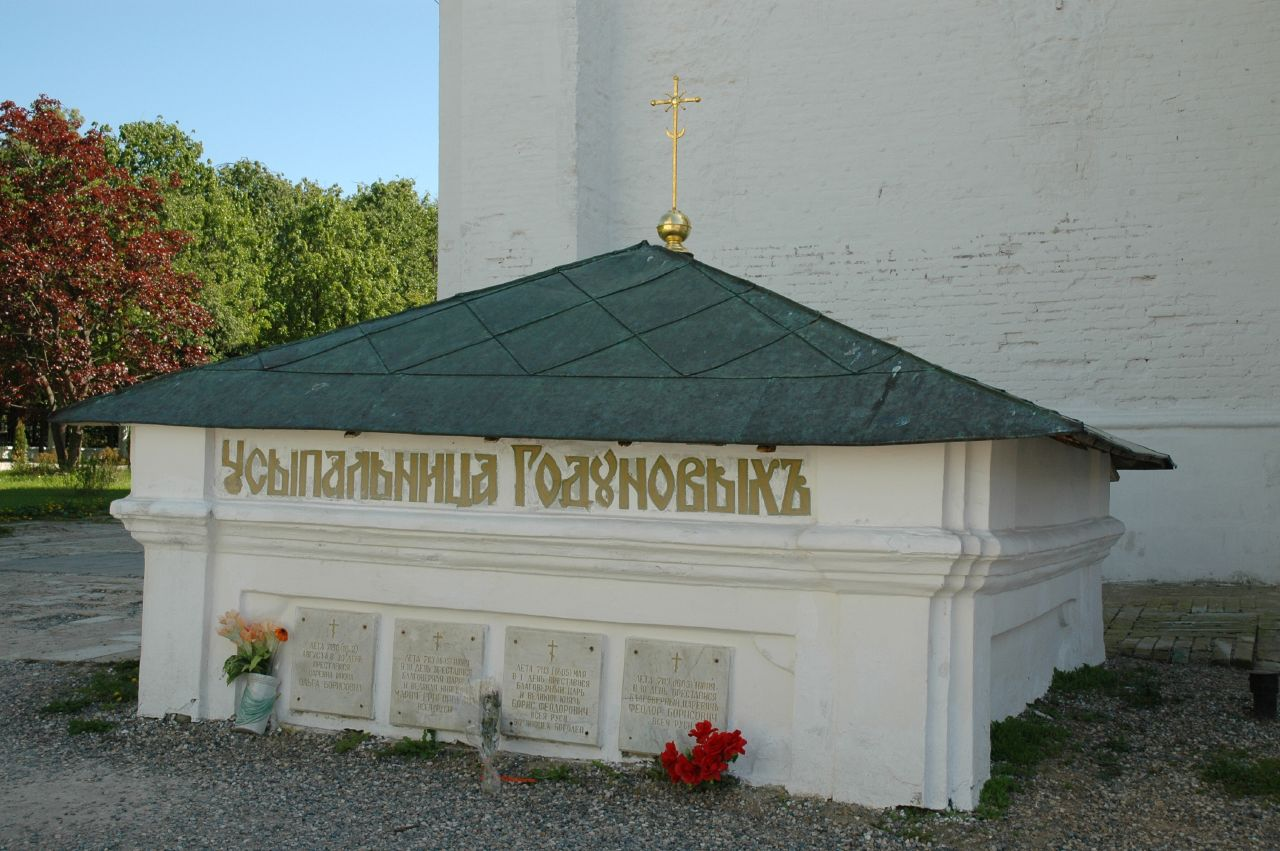
Mộ phần Boris Godunov ở Nhà thờ thánh Sergius Lavra

Lên ngôi Sa hoàng Nga, Boris Godunov lập ra chính sách đối ngoại mới. Là người hướng ngoại, ông nhận ra sự cần thiết của Nga để bắt kịp với sự tiến bộ trí tuệ của phương Tây và đã làm hết sức mình để mang lại cải cách giáo dục và xã hội. Godunov cho phép người nước ngoài vào dạy học ở Nga trên quy mô lớn và cử sinh viên Nga đi du học ở nước ngoài, cho phép các nhà thờ Tin lành được xây dựng ở Nga. Sau Chiến tranh Nga-Thụy Điển (1590–1595), ông thực hiện chính sách để mở đường ra biển Baltic, giành được Livonia thông qua đàm phán ngoại giao. Ông thiết lập quan hệ vững với vua Thụy Điển Zygmunt III Waza, có ý muốn cưới một công chúa Thụy Điển để làm tăng uy thế và quyền lực của mình. Về sau, ông từ chối đặt quan hệ ngoại giao với khối thịnh vương chung Ba Lan - Litva vào năm 1600 bởi phái bộ ngoại giao do Lew Sapieha dẫn đầu từ Thịnh vượng chung Ba Lan-Litva.
Godunov qua đời sau một thời gian này chống chọi với căn bệnh đột quỵ vào tháng 4/1605. Con trai ông ta, Fyodor II lên ngôi được vài tháng thì bị sát hại cùng với mẹ mình bởi những người chống đối Godunov vào tháng 10/1605. Hai người con khác là Ivan (chết trẻ) và Xenia (bị buộc phải đi tu sau khi chồng mới cưới bất ngờ qua đời bất ngờ năm 1602). Gia đình Godunov được chôn chung trong nhà thờ thánh Sergius Lavra.

## Nghệ thuật và phim ảnh
Cuộc đời của Boris được sáng tác bởi nhà sáng lập văn học Nga, Aleksandr Sergeyevich Pushkin trong vở kịch Boris Godunov (1831), được lấy cảm hứng từ Henry IV của Shakespeare. Vở kịch này nhanh chóng được Modest Mussorgsky phổ thành vở opera (1874) và cuối cùng được Sergei Prokofiev phổ nhạc. Năm 1997, vở baroc của nhà soạn nhạc người Đức Johann Mattheson đã được tái phát hiện tại Armenia và trở về Hamburg, Đức. Vờ nhạc kịch này không bao giờ được trình diễn trong suốt cuộc đời của nhà soạn nhạc, đã ra mắt thế giới vào năm 2005 tại Boston Early Music Festival & Exhibition.
Nhân vật Boris Badenov trong phim hoạt hình The Rocky and Bullwinkle Show lấy tên của anh từ một vở kịch trên tên của Godunov